# 1226
El 1226' va ser un any normal dins del calendari julià, que va començar en dijous.

## Esdeveniments
- A Espanya comença la construcció de la catedral de Toledo.
- Sequera a França.
- Polònia acull una gran comunitat de jueus expulsats d'altres països.

## Necrològiques
Món
- 13 de setembre - Avinhon, Marquesat de Provença: Bouchard de Marly, cavaller francès que lluità a la croada albigesa (n. s.XII).[1]
- 3 d'octubre - Francesc d'Assís, sant catòlic italià (n. 1181).[2]